# Királyi könyvek
A Királyi könyvek (Libri Regii, Liber Regius) a Habsburg-házi uralkodók idején (pontosabban 1527-1867, illetve -1918) vezetett iktatókönyvek, jegyzékek, kivonatok, melyekben különféle kancelláriai ügykörök fő adatait gyűjtötték össze, mint birtokadományozás, nemesítés, nemességújítás, nemesség megerősítése, határozatok a kétes nemességi vizsgálat ügyében, családi leszármazási bizonyítások, cím- és méltóságadományozások (főispánság, királyi tanácsosság, zászlósuraság, a király legfőbb kegyúri joga alá tartozó főpapi kinevezés), adományozások, honosítások és ezek érvényesítéséhez szükséges eskütétel bizonyítékai, testületek (városok, vármegyék, káptalanok, társulatok) részére adott címeres pecsét és jelvények használatának engedélyezése, községi kiváltságok adományozása (adó-, rév-, vámmentesség, vásártartás joga) és ezek megerősítése, testületi kiváltságok (céhlevelek, alapszabályok), a magántulajdonban levő ingatlanok felmentése a közterhek alól (exemptio), a királyi kincstár (fiscus) jószágainak lekötése az érdemek megjutalmazása fejében (inscriptio), magánügyletek királyi jóváhagyása (végrendelet, jobbágyfelszabadítás, birtokátruházás, ajándékozás, hitbizomány-alapítás), egyes jogügyletek hivatalos adatai (perhalasztás, pertörlés, megkegyelmezés, fizetési halasztás, házassági dispensatio, utódok törvényesítése, fiúsítás stb.), magánoklevelek átírása, a találmányok szabadalmát biztosító pátensek, elvi jelentőségű határozatok közigazgatási, igazságszolgáltatási, pénzügyi, katonai ügyekben stb.

## Története
Egyes adatok szerint már az Anjou-korban is vezettek ilyen könyveket, de ezek Buda 1541-es elfoglalásakor valószínűleg elpusztultak. Biztosan 1356-tól állapítható meg, hogy az uralkodó által kiadott okleveleket regestrumba vezették. Ehhez hasonló helyi regisztereket vezettek úgyszólván a magyar okleveles írásbeliség kezdeteitől a hiteleshelyek, a káptalanok is. Az oklevélmásolatokat itt is kötetekbe gyűjtötték. Ilyen másolati könyvek (chartularium, liber traditionum) voltak azok, amelyekbe egyes intézmények a saját birtokaikra, kiváltságaikra vonatkozó fontosabb okleveleiket bemásoltatták. A fogalmazványokat (protocolla) ugyancsak többször bevezették a királyi könyvekbe. A magyar királyi könyvek (libri regii) megfelelőit a pápai udvarban regisztrumoknak (registra) nevezték.
A Királyi könyvekhez ugyancsak hasonlóak voltak Cseh- és Morvaországban az ún. országos táblák (cs: Desky zemské, Desky zemské a dvorské, tabulae terrae, de: Landtafel). Más Habsburg országokban is léteztek hasonló jegyzékek az uralkodói privilégiumok, nemesítések, rangemelések, címerjavítások, honosítások, törvényesítések stb. vezetésére. Ezek neve Magyarországon kívül Salbuch (Saalbuch) volt.
Külföldön a szabad helyhatósági testületek mint a német birodalmi és az olasz köztársasági városok is vezettek iktatókönyveket, és néhol, mint például Velencében, aranykönyvnek nevezték. Franciaországban már a 15. századtól kezdve különös gondot fordítottak az aranykönyveken kívül a hivatalos címeriktató könyvekre is, melyek az időnként tartott címervizsgálatokat egészítették ki. Nálunk ilyen vizsgálatoknak kevés nyomát találjuk. Ilyen lehetett az a rendelet, mely a szolgabíráknak meghagyta, hogy a „magyarországi nemes familiák czímereiket pecsétnyomóik által tisztán lenyomva” összegyűjtsék és felküldjék.
Kezdetben az összes ügyet egy könyvben iktatták, majd 1786-tól első- és másod osztályú Királyi könyvet vezettek. Az első osztályú könyvekben az állandó érvényű, gyökeres jogot bizonyító kiadványokat vezették (nemesség, cím-, pecsétadomány, privilégiumok stb.), a másod osztályú könyvekbe írták be a személyhez kötött, életfogytig tartó okiratokat (méltóság-, hivataladományozás, papi állások betöltése stb.).
1867-ben, az udvari kancellária megszűnésekor, és az „Ő Felsége személye körüli m. kir. minisztérium” felállításakor a királyi könyveket hosszas tárgyalások után 1872-ben Bécsből a Magyar Országos Levéltárba szállították át, azzal a feltétellel, hogy az azokban található nemeslevelekről, rangemelésekről, honosításokról név- és tárgymutató készüljön az Ő felsége személye körüli minisztérium számára. Ennek eredménye lett az Illéssy–Pettkó-féle kiadvány, mely 1895-ben nyomtatásban is megjelent.
A legrégibb fennmaradt királyi könyvek 1527-től a magyar, 1690-től az erdélyiek. Ezeken kívül János Zsigmond idejéből is van egy királyi könyv. A 340 év alatt a Királyi könyvek 82 vaskos kötete (első osztályú) jött létre, ebből 67 a magyar udvari kancellárián és 15 az Erdélyi Udvari Kancellárián. Az utóbbiakat (Liber Regius Transylvaniae) csak 1690-től vezették, amikor Erdély Habsburg uralom alá került, 1848-ig, Erdély és Magyarország egyesüléséig. Erdélyben a nemzeti fejedelmek kancelláriáján külön Királyi könyveket vezettek, melyeket részben a kolozsmonostori konvent, részben a gyulafehérvári káptalan levéltáraiban őriztek.
A Királyi könyvekbe nem minden kiadott nemesi oklevelet vezettek be. Főleg a 16. és 17. században mutatkoznak nagy hiányosságok. A bejegyzések sem egységesek. Néha csak rövid utalás van egy-egy nemesi oklevél kiadására, máskor csak a címert írták le. Később a címereket már be is festették a Királyi könyvekbe (az első festett címer Mayer Mihályé, 1754. december 14., az erdélyi királyi könyvekben a Kökösi testvéreké, 1790. november 18.), de ez ezt követően is gyakran elmaradt, részben a hivatalos címerfestő hanyagsága miatt, részben azért, mert a megadományozott sajnálta érte a költséget.
Az 1920. évi I. törvénycikk 6. §-a értelmében megszűnt a király személye körüli minisztérium, és ennek irattárát Bécsből Budapestre, az Országos levéltárba szállították. Köztük volt a Királyi könyvek 68-73. kötete is, melyekbe az I. Ferenc József és IV. Károly által adományozott, illetve engedélyezett nemességek, bárói, grófi, hercegi rangemelések, nemesi előnevek, címerek, nemesi névváltoztatások és címek vannak bejegyezve. Ezek mutatóját Gerő József adta ki 1940-ben. A Királyi könyvek 1527-1767 közti, valamint 1527-1918 közti fakszimile anyagát az Arcanum kiadó adta ki CD és DVD formátumban, mely a legfontosabb dokumentumok közreadása, a 73 kötetben szereplő összesen mintegy 38 ezer bejegyzés, köztük több száz középkori oklevél másolata, a kötetekben található csaknem háromezer színes címerképpel együtt.